# Saraykent
Saraykent es una ciudad y distrito de la provincia de Yozgat en la región central de Anatolia de Turquía. Según el censo de 2000, la población del distrito es de 26 077 de los cuales 9224 viven en la ciudad de Saraykent. Durante la era otomana, la localidad era conocida como Karamağara.

## Historia
Por la presencia de posadas y baños romanos en la región permite deducir que fue ocupada durante el período romano.
En 1941 hubo un gran terremoto que destruyó casi todos los asentamientos, cobrando muchas vidas.
El 17 de febrero de 1975, la ciudad cambió su denominación de Karamağara a Saraykent mediante la Ley N.º 7-9461 y se asignó a la provincia de Yozgat por Ley N.º 3644 del 20 de mayo de 1990.

## Población
Población urbana y rural según el Instituto de Estadística de Turquía.
| Año  | Total  | Urbana | Rural  |
| ---- | ------ | ------ | ------ |
| 1990 | 9842   | 6059   | 3783   |
| 2000 | 26 077 | 9224   | 16 853 |
| 2007 | 19 607 | 8976   | 10 631 |
| 2008 | 18 705 | 8300   | 10 405 |
| 2009 | 18 511 | 7746   | 10 765 |
| 2010 | 17 392 | 7061   | 10 331 |
| 2011 | 18 046 | 7342   | 10 704 |
| 2012 | 15 620 | 6515   | 9105   |
| 2013 | 15 134 | 6305   | 8829   |
| 2014 | 14 192 | 6421   | 7771   |
| 2015 | 12 909 | 5771   | 7138   |
| 2016 | 13 172 | 5751   | 7421   |